# 市川昭午
市川 昭午（いちかわ しょうご、1930年 - ）は、日本の教育学者。国立教育政策研究所名誉所員、国立大学財務・経営センター名誉教授。専門は教育行政学。

## 来歴
長野県上高井郡小布施村生まれ。旧制須坂中学（現長野県須坂高等学校）、松本高等学校文科を経て、学制改革で新制大学となった東京大学教養学部教養学科に一期生として入学。同大学院人文科学研究科教育行政修士課程修了。その後は北海道大学講師・助教授、1970年国立教育研究所研究主任、1973年東京教育大学助教授併任、1979年国立教育研究所部長、1987年筑波大学大学研究センター教授併任、1992年国立教育研究所次長、1995年の退官後、国立学校財務センター研究部長などを歴任。

## 著書
- 学校管理運営の組織論 現代教育の組織論的研究 明治図書 1966
- 専門職としての教師 明治図書出版 1969
- 教育行政の理論と構造 教育開発研究所 1975
- 生涯教育の理論と構造 教育開発研究所 1981.10
- 教育サービスと行財政 ぎょうせい 1983.12 (教育管理職講座)
- 教育システムの日本的特質 外国人がみた日本の教育 教育開発研究所 1988.9
- 日本の教育 第6巻 教育改革の理論と構造 教育開発研究所 1990.5
- 臨教審以後の教育政策 教育開発研究所 1995.5
- 高等教育の変貌と財政 玉川大学出版部 2000.3
- 未来形の教育 21世紀の教育を考える 教育開発研究所 2000.2
- 未来形の大学 玉川大学出版部 2001.4 (高等教育シリーズ)
- 教育基本法を考える 心を法律で律すべきか 教育開発研究所 2003.8
- 教育の私事化と公教育の解体 義務教育と私学教育 教育開発研究所 2006.2
- 教育基本法改正論争史 改正で教育はどうなる 教育開発研究所 2009.4
- 教育政策研究五十年 体験的研究入門 日本図書センター 2010.3
- 愛国心 国家・国民・教育をめぐって 学術出版会 2011.9
- 大阪維新の会「教育基本条例案」何が問題か？ 教育開発研究所 2012.1
- 教職研修の理論と構造 教育開発研究所 2015.6

## 共著
- 教育財政 林健久共著 東京大学出版会 1972 (戦後日本の教育改革)
- 教育福祉の理論と実際 持田栄一共編著 教育開発研究所 1975
- 現代教育講座 2 戦後日本の教育政策 国民にとって教育とは何であったか 第一法規出版 1975
- 生涯学習の時代 激動の現代を生き抜くために 天野郁夫共編 1982.11 (有斐閣選書)
- 新学校教育論 父母の信託に応える 平井明共著 日本教育新聞社出版局 1985.10
- 教育読本 木田宏共編 東洋経済新報社 1986.4
- 教育の効果 東信堂 1987.5
- 実践講座学校事務 第2巻 教育行政と学校事務 エムティ出版 1991.9
- 大学校の研究 玉川大学出版部 1993.11
- 現代の大学院教育 喜多村和之共編 玉川大学出版部 1995.9
- 大学大衆化の構造 玉川大学出版部 1995.10
- 生涯かがやき続けるために 21世紀の「しごと」と学習のビジョン 連合総合生活開発研究所共編 第一書林 1996.10
- 教育改革の論争点 臨教審から今日まで 教育開発研究所 2004.8 (別冊教職研修増刊)
- 教育基本法 日本図書センター 2006.11 (リーディングス日本の教育と社会)